# 2010 au Nunavut
Chronologie du Nunavut
- 2006
- 2007
- 2008
- 2009
- 2010
- 2011
- 2012
- 2013
- 2014

Cette page concerne des événements d'actualité qui se sont produits durant l'année 2010 dans le territoire canadien du Nunavut.

## Politique
- Premier ministre : Eva Aariak
- Commissaire : Ann Meekitjuk Hanson (en) puis Nellie Kusugak (intérim) et Edna Elias
- Législature : 3e législature (en)

## Événements
- 5 février - la ville Iqaluit accueille la réunion de la finance dans le cadre du sommet du G7 de 2010.

- 22 février : Enuk Pauloosie (en) quitte ses fonctions du député de Nattilik (en) en raison des vies personnelles.

- 17 mars : le territoire du Nunavut a banni l'importation de l'alcool venant de l'Europe en représailles envers l'Union européenne pour avoir banni l'importation des produits du phoque[1].

- 26 avril : Jeannie Ugyuk (en) remporte l'élection partielle de Nattilik (en) avec 52,6 % du vote contre ses deux adversaires Anthony Angutittauruq 28,8 % et Joseph Aglukkaq 18,6 %.

- 4 novembre : l'ancien premier ministre et député d'Iqaluit Ouest Paul Okalik devient le sixième Président de l'Assemblée législature du Nunavut (en).

- 9 novembre : La mairesse d'Iqaluit Elisapee Sheutiapik (en) annonce sa démission, mais qui restera en fonction en attendant son successeur.

- 13 décembre : Madeleine Redfern (en) remporte l'élection partielle à la mairie d'Iqaluit avec 30,26 % du vote contre ses trois adversaires Allen Hayward 25,20 %, Paul Kaludjak 25,20 % et Jim Little 19,34 %[2].

## Décès
- 24 août : Lipa Pitsiulak, artiste.
- 7 novembre : Simon Tookoome, artiste.